# 薬王寺 (川口市)
薬王寺（やくおうじ）は、埼玉県川口市にある真言宗豊山派の寺院。

## 歴史
仁寿年間（851年 - 854年）に開山されたと伝えられる。その後、1469年（文明元年）に海善によって中興された。
当寺の山号寺号が「医王山薬王寺」であるからも分かるように、かつての本尊は薬師如来であった。海善の中興時に薬師如来と不動明王を入れ替えた。旧本尊の薬師如来は、薬師堂に移されている。

## 交通アクセス
- 東浦和駅より徒歩25分。